# Hall du Paire
Le Hall du Paire est un complexe sportif omnisports situé à Pepinster, en Belgique.

## Histoire
Le Hall du Paire, situé à Wegnez, a été construit pour remplacer l’ancien hall communal situé au bord de la Hoëgne. Le nouveau complexe, dont le coût s’élèvait à 110 millions de francs belges (environ 2,7 millions d'euros), pouvait initiallement accueillir environ 2 200 spectateurs assis et 1 000 debout. 
Devenu trop petit pour accueillir les nombreux supporters du club de basket local, avec une affluence dépassant régulièrement les 3 000 spectateurs pour seulement 2 180 places assises, le Royal Basket Club Verviers-Pepinster a décidé d’agrandir l’infrastructure. Un investissement de 2,1 millions d’euros permettant d’ajouter des gradins, d’aménager un nouvel espace VIP, une cafétéria, des sanitaires, et d’augmenter la capacité totale à 3 276 places assises. 

## Événements

### Événements sportifs
- Coupe du monde de kin-ball en 2013[3].
- Coupe du monde de tennis de table en 2013[4].
- Match délocalisé de Liège Basket en première division masculine nationale belge en novembre 2017[5].
- Finales de la Coupe de Wallonie-Bruxelles en mars 2025[6].

### Spectacles
- Étape de la compétition européenne de catch World Catch Tour en octobre 2023[7].
- Spectacle humoursitique de la comédienne Sofia Syko en janvier 2024[8].